# Brian Hyland
Brian Hyland (Queens, 12 de novembro de 1943) é um cantor norte-americano.

## Biografia
Nascido em Woodhaven, um bairro de classe média localizado na região do Queens, em Nova Iorque, Hyland iniciou sua carreira em 1959, porém foi no ano seguinte que ele, aos 16 anos de idade, emplacou seu primeiro grande sucesso: "Itsy Bitsy Teenie Weenie Yellow Polkadot Bikini" (Lee Pockriss e Paul Vance), que ganhou duas versões em português: a mais famosa é a do cantor Ronnie Cord, gravada em 1964 e intitulada "Biquíni de Bolinha Amarelinha Tão Pequenininho". Em 1983, a banda Blitz regravou esta versão. "Itsy Bitsy Teenie Weenie Yellow Polkadot Bikini" também ganhou versões em espanhol, francês, italiano, alemão, grego, finlandês, sérvio, búlgaro, croata e sueco.
Outro hit de Hyland foi Sealed with a Kiss, de 1962, regravada pelo próprio em 1975 e, em 1989, pelo cantor australiano Jason Donovan. Em sua carreira, Brian lançou 20 álbuns.

## Discografia

### Álbuns
- 1960 - The Bashful Blonde
- 1962 - Let Me Belong to You
- 1962 - Sealed with a Kiss
- 1964 - Country Meets Folk
- 1964 - Here's to Our Love
- 1965 - Rockin' Folk
- 1966 - The Joker Went Wild
- 1967 - Young Years (reedição de Here's to Our Love)
- 1969 - Tragedy
- 1969 - Stay and Love Me All Summer
- 1970 - Brian Hyland
- 1977 - In a State of Bayou
- 1987 - Sealed with a Kiss
- 1994 - Greatest Hits
- 2002 - Blue Christmas
- 2007 - Basic Lady
- 2009 - Triple Threat Vol. 1
- 2010 - Triple Threat Vol. 2
- 2010 - Another Blue Christmas
- 2011 - Triple Threat Vol. 3

### Singles
| Ano  | Single                                                                                        | US  | UK | AU | NED |
| ---- | --------------------------------------------------------------------------------------------- | --- | -- | -- | --- |
| 1960 | "Itsy Bitsy Teenie Weenie Yellow Polkadot Bikini" (Lee Pockriss/Paul Vance)                   | 1   | 8  | 2  | 3   |
| 1960 | "Four Little Heels (The Clickety Clack Song)" (Lee Pockriss/Paul Vance)                       | 73  | 29 | 29 | -   |
| 1960 | "That's How Much"                                                                             | 74  | -  | -  | -   |
| 1960 | "Lop-Sided, Over-Loaded (And It Wiggled When We Rode It)" (Kusik/Anton)                       | 105 | -  | -  | -   |
| 1961 | "I Gotta Go"                                                                                  | 101 | -  | -  | -   |
| 1961 | "Let Me Belong to You" (Gary Geld/Peter Udell)                                                | 20  | -  | -  | -   |
| 1961 | "I'll Never Stop Wanting You" (Gary Geld/Peter Udell)                                         | 83  | -  | -  | -   |
| 1961 | "She's My All American Girl" (Gary Geld/Peter Udell)                                          | -   | -  | -  | -   |
| 1962 | "Ginny Come Lately" (Gary Geld/Peter Udell)                                                   | 21  | 5  | 19 | 4   |
| 1962 | "Sealed with a Kiss" (Gary Geld/Peter Udell)                                                  | 3   | 3  | 22 | 6   |
| 1962 | "Warmed Over Kisses (Left Over Love)" (Gary Geld/Peter Udell)                                 | 25  | 28 | 42 | -   |
| 1963 | "I May Not Live To See Tomorrow" (Gary Geld/Peter Udell)                                      | 69  | -  | -  | -   |
| 1963 | "If Mary's There" (Gary Geld/Peter Udell)                                                     | 88  | -  | -  | -   |
| 1963 | "I'm Afraid to Go Home" b/w "Save Your Heart for Me" (Gary Geld/Peter Udell)                  | 63  | -  | -  | -   |
| 1963 | "Let Us Make Our Own Mistakes"                                                                | 123 | -  | -  | -   |
| 1964 | "Here's To Our Love"                                                                          | 129 | -  | -  | -   |
| 1966 | "3000 Miles" (R. Wayne)                                                                       | 99  | -  | -  | -   |
| 1966 | "The Joker Went Wild" (B. Russell)                                                            | 20  | -  | 23 | -   |
| 1966 | "Run, Run, Look and See" (M.H. Cooper/Ray Whitley)                                            | 25  | -  | 38 | -   |
| 1967 | "Hung Up in Your Eyes" (Sonny Curtis/Glen D. Hardin)                                          | 58  | -  | -  | -   |
| 1967 | "Holiday For Clowns" (Sonny Curtis/Glen D. Hardin)                                            | 94  | -  | -  | -   |
| 1967 | "Get The Message" (Michael Z. Gordon/J. A. Griffin)                                           | 91  | -  | -  | -   |
| 1969 | "Tragedy" (Gerald H. Nelson/Fred B. Burch)                                                    | 56  | -  | -  | -   |
| 1969 | "A Million To One" (Phil Medley)                                                              | 90  | -  | -  | -   |
| 1969 | "Stay And Love Me All Summer" (Joel Hirschhorn/Al Kasha)                                      | 82  | -  | -  | -   |
| 1970 | "Dreamy Eyes" (Johnny Tillotson)                                                              | -   | -  | -  | -   |
| 1970 | "Gypsy Woman" (Curtis Mayfield)                                                               | 3   | 42 | 9  | 19  |
| 1971 | "Lonely Teardrops" (Tyran Carlo/Gwen Fuqua/Berry Gordy, Jr.)                                  | 54  | -  | 75 | -   |
| 1971 | "So Long, Marianne" (Leonard Cohen)                                                           | 120 | -  | -  | -   |
| 1972 | "I Love Every Little Thing About You" (Stevie Wonder)                                         | -   | -  | -  | -   |
| 1972 | "Only Wanna Make You Happy" (Bobby Hart/Wes Farrell)                                          | -   | -  | -  | -   |
| 1975 | "Sealed with a Kiss" (regravação) (Gary Geld/Peter Udell)                                     | -   | 7  | -  | -   |
| 1988 | "Itsy Bitsy Teenie Weenie Yellow Polkadot Bikini" (com Albert West) (Lee Pockriss/Paul Vance) | -   | -  | -  | 43  |